# Mantissa
Mantissa (abreviado Mant.) es un libro con ilustraciones y descripciones botánicas que fue escrito conjuntamente por Josef August Schultes y Julius Hermann Schultes. Fue publicado en tres volúmenes en los años 1822 a 1827. 